# Mets Parni
Mets Parni (in armeno Մեծ Պառնի?) è un comune di 2 101 abitanti (2008) della Provincia di Lori in Armenia.